# ファイヴィオ・フォーリン
マクシー・リー・ライルズ3世（Maxie Lee Ryles III、1990年3月29日 - ）は、ファイヴィオ・フォーリン（英: Fivio Foreign）で知られる、ニューヨーク出身のアメリカ合衆国のラッパーである。

## 生い立ち
ブルックリンイーストフラットブッシュで生まれ育った。幼少期には、「フレッシュ・エアー・ファンド」の一環として夏の間コネチカット州に送られていた。彼は2011年に「Lite Fivio」という名前でラップを始め、2013年にはファィヴィオ・フォーリンに改名し、友人たちと共に「800 Foreign Side」という音楽グループを結成した。

## キャリア
フォーリンはシングル「Big Drip」のリリース後、初めて注目を集めた。この曲はアメリカレコード協会（RIAA）からプラチナ認定を受け、彼のミニアルバム『Pain and Love』（2019年）および『800 B.C.』（2020年）に収録された。2019年11月には、メイスが提示した5,000ドルの現金前払い金を受け、故郷のラッパーであるメイスのレコードレーベルであるRichFish Recordsと契約した。この契約はコロンビア・レコードとの合弁事業であった。
2020年5月、フォーリンはドレイクの「Demons」とリル・ティージェイの「Zoo York」へのゲスト参加により、初めて「Billboard Hot 100」に2曲を同時チャートインさせた。同じ月、フォーリンは非営利団体「Foreignside Foundation」を立ち上げた。この団体は「危険に晒されている若者、ホームレス、現役および元ギャング関係者、そして服役者に対し、有益な資源とプログラムを提供する」ことを目的としている。
2020年8月11日、フォーリンは『XXL』誌の2020年「フレッシュマン・クラス」に選出された。2020年下半期を通して、彼はナズの「Spicy」、DreamDollの「Ah Ah Ah」、トリー・レーンズの「K Lo K」、フレンチ・モンタナの「That's a Fact (Remix)」、キング・ヴォンの「I Am What I Am」など、多くのアーティストの楽曲に参加した。2020年11月には、シングル「Trust」をリリースした。また、Apple Musicのホリデープロジェクト『Carols Covered』の一環として、12月3日にはクリスマスソング「Baddie on My Wish List」をリリースした。
2021年、彼はカニエ・ウェストの10作目のアルバム『DONDA』から、プレイボーイ・かーティと共にシングル「Off the Grid」にゲスト参加した。
2022年2月11日、彼はデビューアルバム『B.I.B.L.E.』のリードシングルである「City of Gods」（カニエ・ウェストとアリシア・キーズとの共作）をリリースした。この曲は亡くなった友人T-Dott Wooに捧げられたものである。同じ日、アルバム『B.I.B.L.E.』のリリース日が2022年3月25日であることが発表されたが、後に2022年4月8日に延期された。3月18日、アルバムからのセカンドシングル「Magic City」（クエイヴォをフィーチャー）をリリースした。4月8日にリリースされた『B.I.B.L.E.』は、「Billaboard 200」で9位に初登場し、3775万ストリーミングから換算される29,000アルバム相当ユニットを獲得したが、純粋なアルバム売上はわずか1,000枚であった。このアルバムには、エイサップ・ロッキー、ポロG、リル・ヨッティ、クエイヴォ、DJキャレド、ニーヨ、クイーン・ナイジャ、リル・ティージェイなどがゲスト参加した。フォーリンとブルックリンのラッパーである6ix9ineはソーシャルメディアで、『B.I.B.L.E.』を2020年の6ix9ineのアルバム『TattleTales』と比較した。同アルバムは同じチャートで4位を記録したが、翌週には60位にまで下落している。同年後半には、このアルバムからシングル「Paris to Tokyo」（ザ・キッド・ラロイとの共作）がリリースされた。2023年12月には、シングル「Teach Me How to Drill」（リル・マブとの共作）をリリースした。

## 私生活
2016年、フォーリンの母親が脳卒中により亡くなった。
フォーリンには3人の子供がいる。元恋人のジャスミンとの間に2人、別の女性との間に1人の息子がいる。
フォーリンは2020年に殺害されたポップ・スモークやキング・ヴォンと友人関係にあった。また、2022年2月1日に殺害されたT-Dott Wooとも親しい友人であり、彼が亡くなった後にはInstagramに追悼の投稿を行っている。
2022年、フロリダのラッパーMellow Rackzは、フォーリンと長年のガールフレンドであるフォーリンとの別れから数週間後、フォーリンと彼女が交際関係にあることを明らかにした。
フォーリンはドナルド・トランプの2024年大統領選挙運動を支持しており、トランプを支持するシングル「Onboa47rd」をフロリダのラッパーコダック・ブラックと共にリリースした。
フォーリンは2025年1月5日、女性を銃で脅迫したことにより、違法な武器所持、テロリスト的脅迫、および加重暴行の容疑で逮捕・勾留された。2025年5月には、テロリスト的脅迫および暴力行為を犯すと脅迫した罪を認める司法取引に応じた。

## ディスコグラフィ
スタジオ・アルバム
- 『B.I.B.L.E.』（2022年）

## 受賞とノミネート
| 組織                                     | 年   | 賞                                         | 作品             | 結果       | 参照   |
| ---------------------------------------- | ---- | ------------------------------------------ | ---------------- | ---------- | ------ |
| BET Hip Hop Awards                       | 2022 | ベスト・ニュー・ヒップホップ・アーティスト | 彼自身           | ノミネート | [ 23 ] |
| BET Hip Hop Awards                       | 2022 | インパクト・トラック                       | 「City of Gods」 | ノミネート | [ 23 ] |
| ベルリン・ミュージック・ビデオ・アワード | 2022 | 最優秀撮影賞                               | City of Gods     | ノミネート |        |